# Hiroji Kiyotake
Hiroji Kiyotake (清武 博二, Kiyotake Hiroji, né le 21 décembre 1960) est un créateur japonais de jeu vidéo.
Il a notamment été le créateur du personnage de Wario.

## Liste de jeux
| Metroid                            | 1986 | Character Design   |
| Kid Icarus                         | 1986 | Game Design        |
| Metroid II: Return of Samus        | 1991 | Director           |
| Super Mario Land 2: 6 Golden Coins | 1992 | Director           |
| Wario Land: Super Mario Land 3     | 1994 | Director           |
| Wario Blast                        | 1994 | Graphic Designer   |
| Super Metroid                      | 1994 |                    |
| Virtual Boy Wario Land             | 1995 | Director           |
| Wario Land II                      | 1998 | Character Designer |
| Mario Party                        | 1998 |                    |
| Super Smash Bros.                  | 1999 |                    |
| Mario Party 2                      | 1999 |                    |
| Mario Golf                         | 1999 |                    |
| Mario Tennis                       | 2000 |                    |
| Mario Party 3                      | 2000 |                    |
| Wario Land 4                       | 2001 |                    |
| Super Smash Bros. Melee            | 2001 |                    |
| Metroid: Fusion                    | 2002 |                    |
| Mario Party 4                      | 2002 |                    |
| Wario World                        | 2003 |                    |
| WarioWare, Inc.: Mega Party Game$  | 2003 |                    |
| WarioWare, Inc: Mega Microgame$!   | 2003 |                    |
| Mario Party-e                      | 2003 |                    |
| Mario Party 5                      | 2003 |                    |
| Mario Golf: Toadstool Tour         | 2003 |                    |
| WarioWare: Twisted!                | 2004 |                    |
| WarioWare: Touched!                | 2004 |                    |
| Metroid: Zero Mission              | 2004 |                    |
| Mario Power Tennis                 | 2004 |                    |
| Mario Party 6                      | 2004 |                    |
| Mario Party 7                      | 2005 |                    |
| Super Smash Bros Brawl             | 2008 |                    |